# Cardioptera brachyptera
Cardioptera brachyptera es una especie de mantis de la familia Mantidae.

## Distribución geográfica
Se encuentra en Venezuela, Argentina, Guayana Francesa, Guyana y Brasil,